# Spangenberg
Spangenberg is een gemeente in de Duitse deelstaat Hessen, gelegen in het district Schwalm-Eder-Kreis. Spangenberg telt 6.039 inwoners.

## Geografie
Spangenberg heeft een oppervlakte van 97,7 km² en ligt in het centrum van Duitsland, iets ten westen van het geografisch middelpunt.
Bad Zwesten · Borken · Edermünde · Felsberg · Frielendorf · Fritzlar · Gilserberg · Gudensberg · Guxhagen · Homberg · Jesberg · Knüllwald · Körle · Malsfeld · Melsungen · Morschen · Neuental · Neukirchen · Niedenstein · Oberaula · Ottrau · Schrecksbach · Schwalmstadt · Schwarzenborn · Spangenberg · Wabern · Willingshausen